# Annickia chlorantha
Annickia chlorantha là loài thực vật có hoa thuộc họ Na. Loài này được (Oliv.) Setten & Maas mô tả khoa học đầu tiên năm 1990.